# Apologia
Apologia (gr. ἀπολογία = „obrona”, „mowa obrończa”) – gatunek literacki będący tekstem mówionym lub pisanym, poświęconym obronie jakiejś osoby, idei, sprawy lub dzieła, zawierającym jawną lub ukrytą ich pochwałę oraz odparcie zarzutów przeciwników. Apologia była gatunkiem częstym zwłaszcza w antycznej literaturze chrześcijańskiej. Znane są jednak również apologie żydowskie (np. Józef Flawiusz – Przeciw Apionowi). Apologia wywodzi się ze sztuki oratorskiej.
Najwcześniejsze apologie chrześcijańskie (II w. n.e.):
- Kwadrat Apologeta, Apologia
- Arystydes z Aten, Apologia
- Aryston z Pelli, Dialog między Jazonem a Papiskusem
- Justyn Męczennik, Pierwsza Apologia, Druga Apologia, Dialog z Żydem Tryfonem
- Tacjan Syryjczyk, Mowa do Greków
- Milcjades, Apologia filozofii chrześcijańskiej
- Apolinary z Hierapolis, Mowa do cesarza
- Atenagoras z Aten, Prośba za chrześcijanami, O zmartwychwstaniu umarłych
- Teofil z Antiochii, Do Autolika
- Meliton z Sardes, Apologia w obronie chrześcijan, Homilia paschalna
- Justyn Męczennik, Do Diogneta
- Hermiasz, Satyra z filozofów pogańskich

Inne apologie chrześcijańskie:
- Filip Melanchton, Apologia Konfesji Augsburskiej, obrona luteranizmu z r. 1531
- Robert Barclay, An Apology for the True Christian Divinity, obrona kwakieryzmu z r. 1676

Inne apologie w literaturze:
- Platon, Apologia, Obrona Sokratesa, opis obrony Sokratesa podany przez Platona
- Ksenofont, Apologia, obrona Sokratesa w wersji Ksenofonta
- Ksenofont, Agesilaos, apologia władcy Sparty i ustroju spartańskiego
- Eupolemos, O królach Judei, apologia judaizmu w czasach hellenistycznych
- Apulejusz, Apologia, czyli w obronie własnej księga o magii
- Colley Cibber, Apologia Życia Colleya Cibbera, autobiografia autora z r. 1740 zajmująca się jego poezją i dramatopisarstwem
- John Henry Newman, Apologia Pro Vita Sua, (Obrona Pewnego Życia) z 1864 r. broniąca Rzymskiego Katolicyzmu.
- Godfrey H. Hardy, Apologia matematyka, esej z 1940 r.